# Marlayne

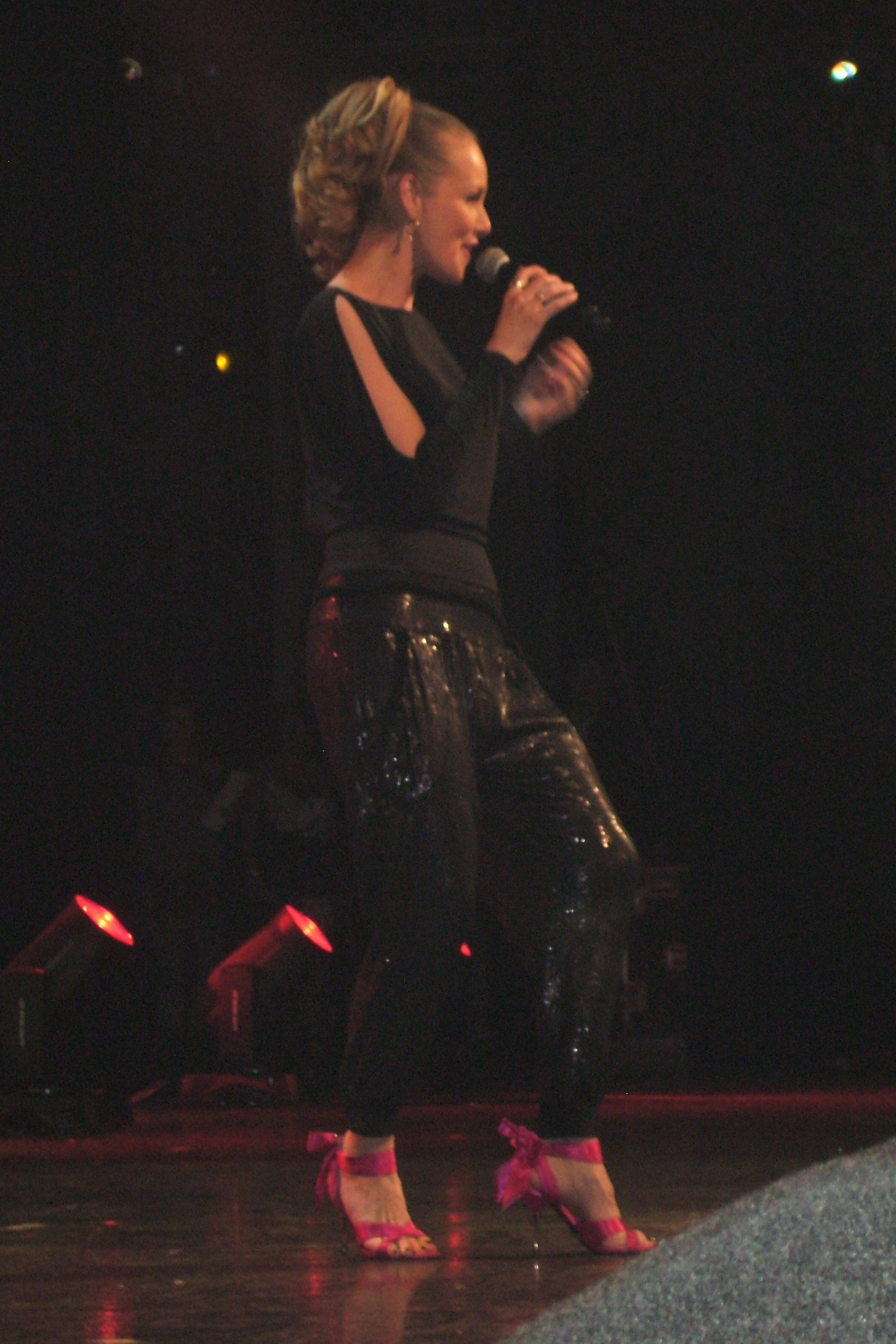
Marlayne (2011)

Marlayne (nome verdadeiro: Marleen van den Broek,  Baarn, 1 de julho de 1971-) é uma cantora e apresentadora neerlandesa, conhecida internacionalmente por  ter participado no Festival Eurovisão da Canção 1999.

## Festival Eurovisão da Canção
Marlayne tinha trabalhado como  corista para cantores como René Froger , quando em 1999, a sua canção "One Good Reason" foi escolhida para representar os Países Baixos no Festival Eurovisão da Canção 1999 que teve lugar em 29 de maio desse ano em Jerusalém. "One Good Reason" foi a primeira canção dos Países Baixos no Festival Eurovisão da Canção interpretada em língua inglesa desde 1976.  A canção  "One Good Reason" era considerada como uma das favoritas para a vitória, mas apenas conseguiu um oitavo lugar, algo desapontador para as expetativas.. 
Marlayne anunciou os votos dos Países Baixos no Festival Eurovisão da Canção em 2000, 2001 e 2003.

## Carreira posterior
Marlayne  lançou o seu e até à data o seu único álbum Meant to Be, em 2001.  Em 2003, tornou-se apresentadora de notícias e do programa de eventos Hart van Nederland no canal SBS 6. Participou como apresentadora em vários shows como  De Nieuwe Uri Geller, a versão neerlandesa do show The Successor.

## Vida pessoal
Marlayne está casada com o baterista Danny Sahupala desde 1998. Ela teve uma filha em 2 de julho de 2009.

## Discografia

### Singles
- 1999 - "Ik kan het niet alleen" (dueto com Gordon Heuckeroth)
- 1999 - "One Good Reason"
- 2000 - "I Don't O U Anything"
- 2001 - "I Quit"
- 2001 - "Water for Wine"

### Álbuns
- 2001 - Meant to Be